# 十八顷镇
十八顷镇，是中华人民共和国内蒙古自治区乌兰察布市商都县下辖的一个乡镇级行政单位。

## 行政区划
十八顷镇下辖以下地区：
大洼村、二洼村、三洼村、汉淖堡村、侯家村、渠家村、十八顷村、谢家村、三十顷村、八家村、后海子村、胡家村、袁家村、梁家村、东营子村、小庙子村、七大村、小城子村、前海子村、泉脑子村、二忽赛村、三合村、二号村、新胜村、板申图村和脑营村。